# 緑営

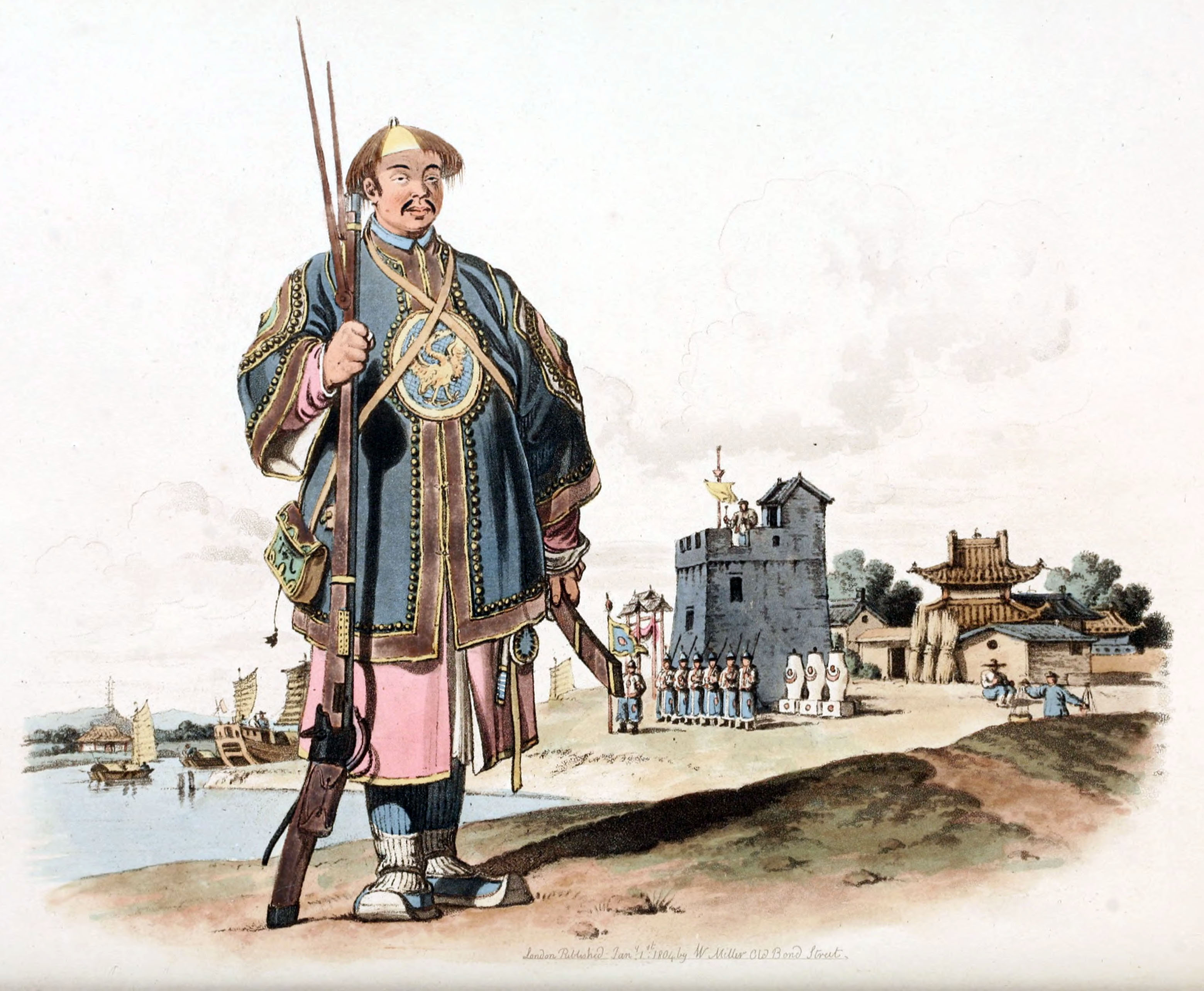
緑営の兵士（19世紀初め頃）

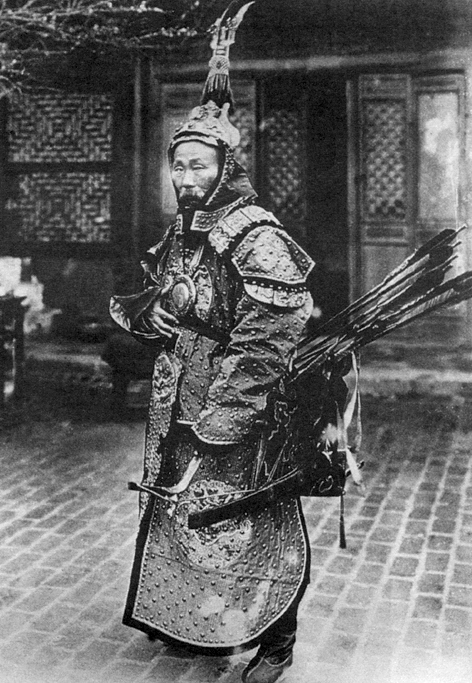
清末の緑営の将官（広西提督 蘇元春）

緑営（りょくえい、満州語：ᠨᡞᠣᠸᠠᠩᡤᡞᠶᠠᠨ
ᡨᡠᠷᡠᠨ ᡳ
ᡣᡡᠸᠠᠷᠠᠨ、転写：niowanggiyan turun i kūwaran）は、清の軍事組織の1つで、漢人によって編成された部隊。

## 概要
順治元年（1644年）に、明の滅亡に伴って満洲人の清が入関する以前に帰順した漢人によって編成され、緑色の旗を標としたために、緑営と呼ばれた。
満洲人によって編成された八旗の補助的な組織として設置されたが、康熙年間の三藩の乱以降に大幅に増強され、弱体化が進んだ八旗に代わって清軍の主力を担うようになった。
だが、白蓮教徒の乱では、戦力の劣化を露呈し、反満勢力の太平天国の乱ではほとんど機能しなくなって、郷勇や団練に取って代わられた。

## 起源
八旗制度は、太祖ヌルハチが創設した軍事的・社会的・経済的組織であり、ヌルハチを嗣いだ太宗ホンタイジはその八旗から蒙古ニル、漢軍ニルを独立させて、それぞれ蒙古八旗と漢軍八旗として成立させた。
清朝が山海関に入った頃（1644年）には、八旗は30万人以上に膨れ上がっていたが、大陸全土を支配するには規模として不足していた。そこで、清朝は入関前に降伏していた旧明兵を徴用し、漢人による部隊を八旗とは別の組織として創設した。

## 変遷
強大な軍事力を誇った八旗は、時代が下るにつれ次第に貴族化し、弱体化した。それに伴って清朝は緑営の軍事力を重要視し、三藩の乱では既に40万人の緑営を鎮圧に参加させており、緑営は清朝の軍事力の中核を占めるようになった。三藩の乱の後も大小の作戦に従事していたが、太平の時代が長く続いたため、八旗のみならず緑営の内部においても腐敗化は進み、緑営を閲兵した乾隆帝はその堕落ぶりに苦言を呈したとされている。アヘン戦争と太平天国の乱の際には、緑営は既に戦闘能力を喪失しており、いたる所で敗北を喫し、両戦闘の初戦において清朝が劣勢に立たされた原因になった。清朝政府はこれを懸念し、新たに湘軍や淮軍、郷勇といった新興軍を重視し、同治年間より緑営の人数を漸次削減した。これによって清朝の軍事力の中核を占めていた緑営の重要性は徐々に下がっていた。光緒帝の百日維新の際、清朝政府は西洋式調練を施された新軍を国軍とすることを宣言し、これによって緑営は名実共に解体された。

## 編制
緑営は漢人によって、標・協・営・汛などの作戦単位に編成された。兵は世襲職であり、父が死ねば子が軍籍に編入され、漢人士官の指揮を受けた。緑営の大部分は明朝の制度の踏襲であり、提督（省/標）、総兵（鎮）、副将（協）、参将（営）、遊撃、都司、守備（地方）、千総（駐點）、把總という漢人式の称号はそのまま採用された。
緑営の大部分は歩兵部隊だったが、騎兵や水師（海・水軍部隊）なども存在していた。装備に関しては、伝統的な刀槍、弓矢のほか、鳥銃（火縄銃）、抬槍（2名以上で操作する大型火縄銃）や大砲等の火器も装備しており、遅くとも三藩の乱頃には火器が使用されていたようである。嘉慶年間に発生した艇盗の乱では、緑営の水師は多数の火砲を搭載した大型兵船を建造・投入して鎮圧に当たった。アヘン戦争でも、広州、厦門、舟山群島等で緑営所属の沿岸砲台や兵船がイギリス艦隊と交戦した他、陸上各地の戦場で鳥銃や抬槍等の火器を装備した緑営の部隊がイギリス軍上陸部隊と交戦している。

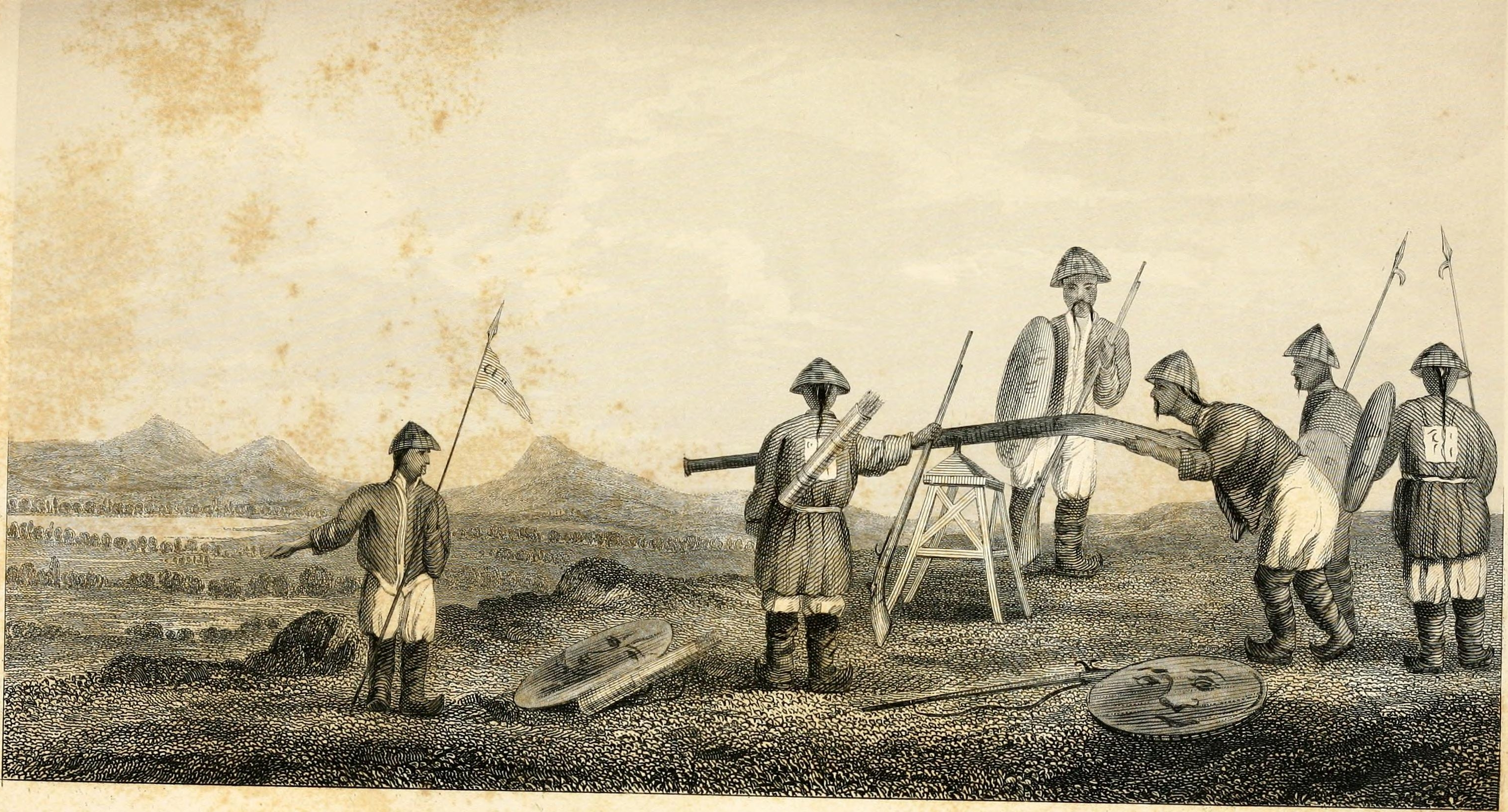
抬槍を運用する緑営の兵士（19世紀中頃）
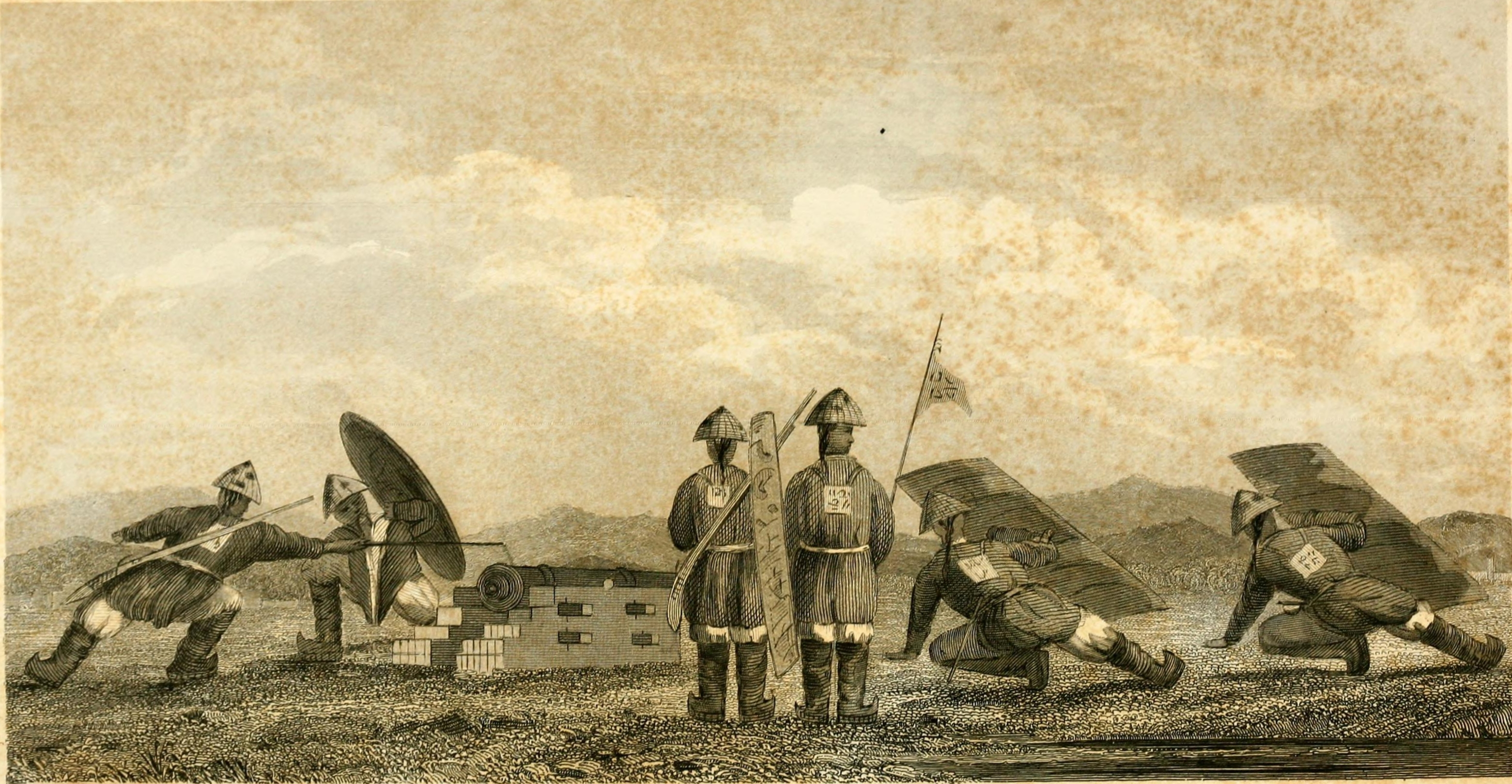
大砲を運用する緑営の兵士（19世紀中頃）

## 兵力
各省に駐屯した緑営は鎮を最高戦力単位となし、営を最小単位とした。
<<乾隆大清会典則例>>には、清代中期の緑営の総兵数が記載されており、それによると全国の緑営は66鎮、1169営だったとされる。